# جنیفر هایل

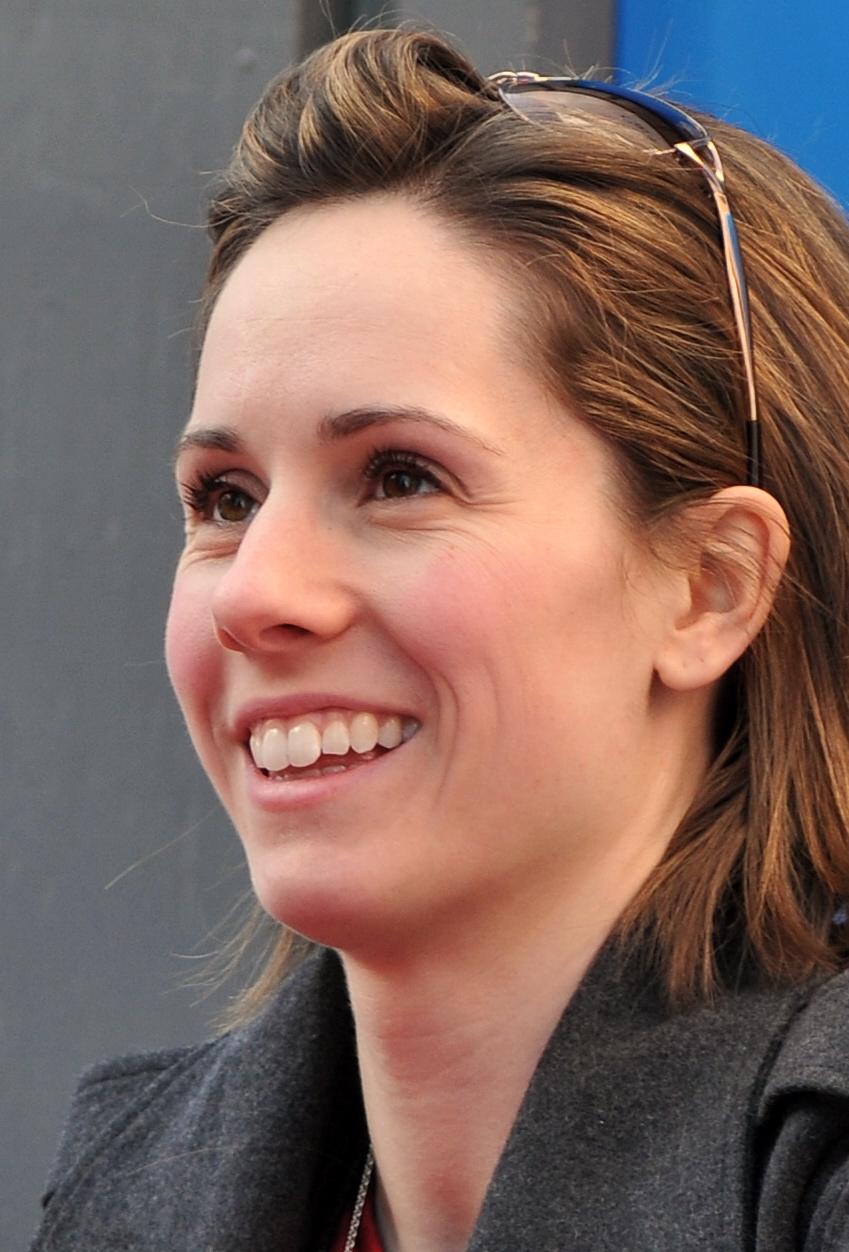
جنیفر هایل در المپیک زمستانی ۲۰۱۰ که مدال نقره کسب کرد

جنیفر هایل (به انگلیسی: Jennifer Heil) (آوریل ۱۹۸۳–) اسکی‌باز کانادیی‌است. او در المپیک زمستانی ۲۰۰۶ در تورین در رشتهٔ اسکی پشتهٔ زنان مدال نقره کسب کرد و در همین رشته در المپیک زمستانی ۲۰۱۰ در ونکوور مدال نقره. مدال هایل، نخستین مدال کانادا در المپیک ونکوور بود.